# Arraia-Maeztu
Arraia-Maeztu – gmina w Hiszpanii, w prowincji Araba, w Kraju Basków, o powierzchni 123,11 km². W 2011 roku gmina liczyła 739 mieszkańców.